# ناظم (اسم)
ناظم هو اسم علم مذكر من أصل عربي، ومعناه هو المؤلف، الجامع، ناظم اللؤلؤ في سلكه، المستقيم.

## شخصيات تحمل الاسم
- ناظم الزهاوي (سياسي بريطاني، 2 يونيو 1967 – )
- ناظم الغبرا (1923 – 23 أكتوبر 2009)
- ناظم الغزالي (مغني عراقي، 1921 – 23 أكتوبر 1963)
- ناظم القادري (سياسي لبناني، – 21 سبتمبر 1989)
- ناظم القدسي (سياسي سوري، 14 فبراير 1906 – 6 فبراير 1998)
- ناظم بابادجانوف (7 أغسطس 1995[4] – )
- ناظم حكمت (شاعر تركي، 15 يناير 1902[5][6] – 3 يونيو 1963[5][6])
- ناظم شاكر (لاعب كرة قدم عراقي، 13 أبريل 1958 – )
- ناظم عكاري (سياسي لبناني، 1902 – 11 مارس 1985)
- ناظم كزار (سياسي عراقي، 1940 – 1973)

## وصلات خارجية
- موسوعة السلطان قابوس لأسماء العرب